# Glotă

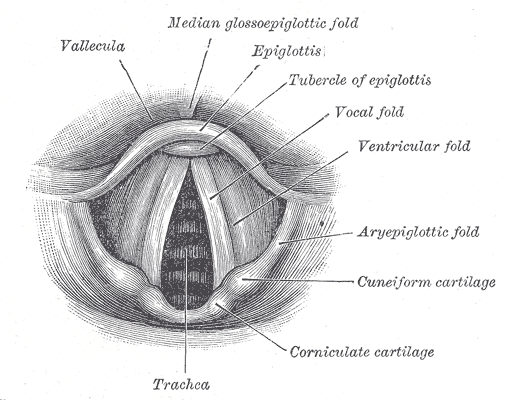
Laringele

Glota este o regiune a laringelui cuprinsă între corzile vocale. Glota constituie etajul mediu al laringelui, situat între vestibulul laringean (deasupra) și regiunea subglotică (dedesubt). Ea este marginită de fiecare parte de către o coardă vocală, o sforicică albicioasă orizontală, constituită din mușchi și acoperită cu o mucoasă fină. În timpul respirației normale, aerul expirat nu produce niciun sunet la trecerea prin glotă. În cursul fonației, aerul expirat produce un sunet datorită vibrației corzilor vocale (sunet laringean) și a cavității orobucale situate deasupra. Glota este spațiul dintre corzile vocale, iar în timpul deglutiției este închisă.